# 스완강

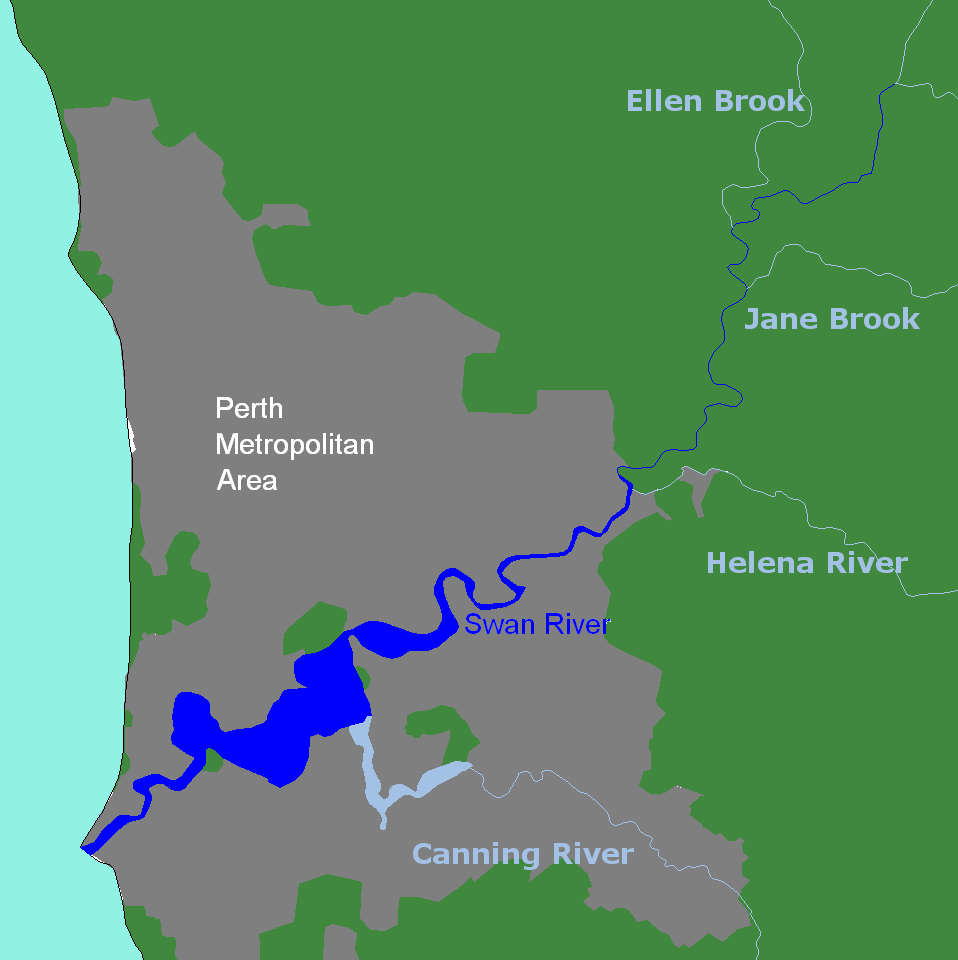
스완 강의 위치

스완강(영어: Swan River)은 오스트레일리아 웨스턴오스트레일리아주 남서부를 흐르는 강이다. 퍼스 도시권을 흘러 15km 남서쪽의 항구 도시 프리맨틀에서 인도양까지 흐른다.